# Джонсън (окръг, Джорджия)
Вижте пояснителната страница за други значения на Джонсън.
Окръг Джонсън (на английски: Johnson County) е окръг в щата Джорджия, Съединени американски щати. Площта му е 795 km², а населението - 9538 души. Административен център е град Райтсвил.